# Hans-Cloos-Preis
Der Hans-Cloos-Preis der Geologischen Vereinigung ist ein jährlich seit 2000 vergebener Preis in Geowissenschaften für Nachwuchswissenschaftler (der Preisträger sollte nicht älter als 35 Jahre sein). Er ist mit einem Preisgeld von 10.000 Euro verbunden. Der Preis ist nach Hans Cloos benannt.

## Preisträger
- 2000 Gianreto Manatschal für die Erforschung der Geometrie und Kinematik eines fossilen Grabensystems in den Alpen, das am Kontinentalrand zur Jurazeit bestand
- 2001 Achim Kopf für Arbeiten zum Stoffumsatz im Grenzbereich endogener und exogener Dynamik (zum Beispiel Schlammvulkane, tektonische Massenbilanzen, Diagenese feinkörniger Sedimente)
- 2002 Carsten Münker für Leistungen in der Geochemie und Geodynamik
- 2003 Hildegard Westphal für innovative Arbeiten über die Genese von Karbonatsedimenten (Periplattformkalke)
- 2004 Claudio Rosenberg für die Aufklärung des scheinbaren Paradoxons des  Aufstiegs und der Platznahme von Graniten in kompressiven Spannungsfeldern
- 2005 Enno Schefuß für Arbeiten in der Paläoklimatologie (Auswirkungen von Änderungen der Temperatur des äquatorialen Atlantiks auf Regenwälder in Pleistozän und Holozän)
- 2006 Thomas Walter für innovative Methoden zum Verständnis gekoppelter magmatischer und tektonischer Prozesse (Entwicklung von Vulkansystemen)
- 2007 Cornelia Spiegel für Anwendung thermochronologischer und isotopengeochemischer Forschung auf die Rekonstruktion von Gebirgsbildungsprozessen
- 2008 Andrea Hampel für Arbeiten zur Dynamik von Subduktionszonen und zur Mechanik von Störungssystemen
- 2009 Andreas Busch für Arbeiten zu Gasspeicherung und Transport in Kohleflözen (in Hinblick auf Methangewinnung und Kohlendioxidspeicherung)
- 2011 Michael Strasser für ideenreiche Beiträge zur Erforschung der Stabilität von Ozeanrändern
- 2012 Mirjam Schaller für innovative, interdisziplinäre Arbeiten mit neuen Methoden auf dem Gebiet der Erosions-, Verwitterungs- und Erdoberflächendatierungsforschung
- 2013 Guido Meinhold für hervorragende Beiträge zur paläogeographischen und tektonischen Rekonstruktion von Nord-Gondwana und der Paläothetys mittels sedimentärer Liefergebietsanalyse
- 2014 Michaela Spiske für hervorragende Beiträge zur prozessorientierten Analyse und Interpretation von Tsunami- und Sturmsedimenten
- 2016 Tobias Goldhammer für seine herausragenden fächerübergreifenden Forschungsarbeiten zum Phosphorkreislauf in marinen Sedimenten
- 2018 Juliana Vasiliev
- 2020 Laura Stutenbecker
- 2021 Yvonne Spychala
- 2022 David Uhlig
- 2023 Michaela Falkenroth für ihre Forschungen auf dem Gebiet der Meeresspiegelrekonstruktion[1]
- 2024 Steffen Trümper[2]